# شريان رحمي
شريان رحمي (بالإنجليزية: Uterine artery)‏ هو فرع من شريان حرقفي غائر.

## الفروع والتزويد
- رباط مدور للرحم.
- مبيض (فروع مبيضية).
- أوعية الرحم المقوسة.
- مهبل («فروع مهبلية» - شرايين فردية من المهبل).
- قناة فالوب («فرع أنبوبي»)